# Thaia
Thaia là một chi phong lan trong họ Orchidaceae.